# Qatar Stars League 2024/25
Die Qatar Stars League 2024/25, aus Sponsorengründen auch als Expo Stars League bekannt, war die 51. Spielzeit der höchsten Fußballliga in Katar. Die Liga startete am 6. August 2024 und endete am 18. April 2025. Organisiert wurde die Liga von der Qatar Football Association. An dem Spielbetrieb nahmen zwölf Mannschaften teil. Titelverteidiger war der al-Sadd Sports Club.

## Teilnehmende Mannschaften
| Verein             | Stadt                | Stadion                       |
| ------------------ | -------------------- | ----------------------------- |
| al-Ahli SC         | Doha                 | Al-Ahli-Stadion               |
| al-Arabi SC        | Doha                 | Grand-Hamad-Stadion           |
| al-Duhail SC       | Doha                 | Abdullah-bin-Khalifa-Stadion  |
| al-Gharafa SC      | Doha                 | Al-Gharafa Stadium            |
| al-Khor SC (N)     | al-Chaur             | al-Khawr Stadium              |
| al-Rayyan SC       | Al-Rayyan            | Ahmed bin Ali Stadium         |
| al-Sadd SC         | Doha                 | Jassim-Bin-Hamad-Stadion      |
| Al-Shahania SC (N) | asch-Schahaniyya     | Grand-Hamad-Stadion           |
| al-Shamal SC       | Madīnat asch-Schamāl | Al-Shamal SC Stadium          |
| al-Wakrah SC       | Al-Wakra             | Saoud-bin-Abdulrahman-Stadion |
| Qatar SC           | Doha                 | Qatar SC Stadium              |
| Umm-Salal SC       | Umm Salal            | Al-Gharafa Stadium            |

## Ausländische Spieler
| Mannschaft          | Spieler 1           | Spieler 2            | Spieler 3         | Spieler 4        | Spieler 5       | Spieler 6      | Spieler 7 | Spieler 8    | Spieler 9     | Spieler 10     | U23 Spieler         | U23 Spieler       | Palästinensische Spieler         | Ehemalige Spieler                                    |
| ------------------- | ------------------- | -------------------- | ----------------- | ---------------- | --------------- | -------------- | --------- | ------------ | ------------- | -------------- | ------------------- | ----------------- | -------------------------------- | ---------------------------------------------------- |
| al-Ahli SC          | Matej Mitrović      | Julian Draxler       | Idrissa Doumbia   | Driss Fettouhi   | Erik Expósito   |                |           |              |               |                | Robin Tihi          | Sekou Yansané     |                                  |                                                      |
| al-Arabi SC         | Marco Verratti      | Yazan al-Naimat      | Abdou Diallo      | Rodri            | Youssef Msakni  |                |           |              |               |                | Simo Keddari        | Isaac Lihadji     | Hassan Aladin                    | Omar al-Somah                                        |
| al-Duhail SC        | Lucas Veríssimo     | Benjamin Bourigeaud  | Michael Olunga    | Hakim Ziyech     | Luis Alberto    |                |           |              |               |                | Bautista Burke      | Ibrahima Bamba    |                                  | Ibrahima Diallo                                      |
| al-Gharafa SC       | Yacine Brahimi      | Matías Nani          | Aron Gunnarsson   | Yohan Boli       | Jang Hyun-soo   | Joselu         | Rodrigo   | Sergio Rico  | Ferjani Sassi | Wajdi Kechrida | Seydou Sano         | Fabricio Díaz     | Jamal Hamed Yaser Hamed          | Florinel Coman                                       |
| al-Khor SC          | Sofiane Hanni       | Ricardo Gomes        | Ibrahima Diallo   | Adil Rhaili      | Aitor García    |                |           |              |               |                | Ahmed Kone          | Abdulah Oyekanmi  |                                  | Abdallah Nouri Aymen Hussein Yohan Boli Rúben Semedo |
| al-Rayyan SC        | Julien De Sart      | Paulo Victor         | Roger Krug Guedes | Romarinho        | Thiago Mendes   | Joshua Brenet  | Trezeguet | Adam Bareiro | David García  |                | Gabriel Pereira     | André Amaro       | Ameed Mahajna Mohammed Saleh     | Achraf Bencharki Francisco Ginella                   |
| al-Sadd Sports Club | Adam Ounas          | Youcef Atal          | Claudinho         | Paulo Otávio     | Mohamed Camara  | Romain Saïss   | Cristo    | Rafa Mújica  |               |                | Abdessamed Bounacer | Giovani           |                                  | Mateus Uribe                                         |
| Al-Shahania SC      | Francesco Antonucci | Pelle van Amersfoort | Sven van Beek     | Alhassan Koroma  | Marc Muniesa    | Hamdi Nagguez  |           |              |               |                | Simo                |                   |                                  | Bautista Burke                                       |
| al-Shamal SC        | Baghdad Bounedjah   | Jeison Murillo       | Omid Ebrahimi     | Younès Belhanda  | Pape Abou Cissé | Naïm Sliti     |           |              |               |                | Omar Mohamed        | Younes El Hannach |                                  | Matías Nani                                          |
| al-Wakrah SC        | Farid Boulaya       | Gelson               | Alexander Scholz  | Hamdy Fathy      | Ayman Hussein   | Aïssa Laïdouni |           |              |               |                | Ayoub Assal         | Omar Salah        | Michel Termanini Mus'ab Al-Batat | Ricardo Gomes                                        |
| Qatar SC            | Carlinhos           | Ben Malango          | Ahmed Abdel Kader | Badr Benoun      | Percy Tau       | Javi Martínez  |           |              |               |                | Raoul Danzabe Sanda | Ali Saoudi        | Ataa Jaber                       | Mohamed Taabouni                                     |
| Umm-Salal SC        | Victor Lekhal       | Antonio Mance        | Kenji Gorré       | Marouane Louadni | Oussama Tannane |                |           |              |               |                | Naïm Laidouni       | Landing Badji     |                                  |                                                      |

## Tabelle
Stand: Saisonende 2024/25
| Pl. | Verein                  | Sp. | S  | U | N  | Tore    | Diff. | Punkte (M) |
| --- | ----------------------- | --- | -- | - | -- | ------- | ----- | ---------- |
| 1.  | al-Sadd Sports Club (M) | 22  | 17 | 1 | 4  | 062:230 | +39   | 52         |
| 2.  | al-Duhail SC            | 22  | 16 | 2 | 4  | 051:200 | +31   | 50         |
| 3.  | al-Gharafa Sports Club  | 22  | 12 | 5 | 5  | 041:300 | +11   | 41         |
| 4.  | al-Ahli SC              | 22  | 10 | 5 | 7  | 038:390 | −1    | 35         |
| 5.  | al-Rayyan SC            | 22  | 10 | 3 | 9  | 046:350 | +11   | 33         |
| 6.  | al-Shamal SC            | 22  | 10 | 2 | 10 | 041:340 | +7    | 32         |
| 7.  | Al-Shahania SC (N)      | 22  | 8  | 3 | 11 | 031:430 | −12   | 27         |
| 8.  | al-Wakrah SC            | 22  | 7  | 4 | 11 | 027:400 | −13   | 25         |
| 9.  | al-Arabi                | 22  | 6  | 5 | 11 | 032:490 | −17   | 23         |
| 10. | Qatar SC                | 22  | 6  | 5 | 11 | 026:440 | −18   | 23         |
| 11. | Umm-Salal SC            | 22  | 6  | 3 | 13 | 027:430 | −16   | 21         |
| 12. | al-Khor SC (N)          | 22  | 3  | 4 | 15 | 021:420 | −21   | 13         |

| Zum Saisonende 2024/25: |
| Meister und Qualifikation an der Gruppenphase der AFC Champions League Elite Qualifikation an den Play-off-Spielen der AFC Champions League Elite Qualifikation als Pokalsieger an der Gruppenphase der AFC Champions League Elite Teilnahme an der Gruppenphase der AFC Champions League Two Teilnahme an der Gruppenphase der Golf Club Champions League Qualifikation für die Relegation Abstieg in die Qatari Second Division |

| Zum Saisonende 2023/24: |                                                                          |
| (M)                     | Amtierender Meister: al-Sadd Sports Club                                 |
| (N)                     | Aufsteiger aus der Qatari Second Division: Al-Shahania SC und al-Khor SC |

### Relegation
| Datum          |              | Ergebnis  |                |
| -------------- | ------------ | --------- | -------------- |
| 28. April 2025 | Umm-Salal SC | 2:1 n. V. | Al-Markhiya SC |

## Ergebnisse
Die Kreuztabelle stellt die Ergebnisse aller Spiele dieser Saison dar. Die Heimmannschaft ist in der linken Spalte, die Gastmannschaft in der oberen Zeile aufgelistet.
| Saison 2024/25         | AHL | ARA | DUH | GHA | KHR | RAY | SAD | SHA | SHM | WAK | QAT | UMM |
| ---------------------- | --- | --- | --- | --- | --- | --- | --- | --- | --- | --- | --- | --- |
| al-Ahli SC             |     | 3:3 | 0:1 | 1:0 | 2:1 | 1:0 | 2:2 | 2:1 | 1:1 | 6:3 | 0:3 | 0:1 |
| al-Arabi               | 4:2 |     | 0:5 | 1:3 | 1:1 | 2:1 | 1:3 | 3:1 | 1:0 | 1:1 | 4:1 | 0:3 |
| al-Duhail SC           | 4:2 | 1:0 |     | 1:1 | 1:2 | 4:0 | 5:1 | 2:1 | 0:4 | 2:0 | 4:1 | 1:0 |
| al-Gharafa Sports Club | 2:0 | 3:1 | 0:2 |     | 3:1 | 2:1 | 0:4 | 1:2 | 1:1 | 3:1 | 4:2 | 3:1 |
| al-Khor SC             | 0:1 | 3:4 | 0:1 | 0:0 |     | 1:2 | 2:5 | 0:0 | 1:2 | 1:3 | 1:2 | 3:0 |
| al-Rayyan SC           | 2:2 | 2:1 | 0:0 | 2:2 | 5:1 |     | 1:2 | 4:2 | 1:2 | 0:2 | 2:0 | 3:1 |
| al-Sadd Sports Club    | 5:0 | 5:0 | 2:0 | 4:2 | 3:0 | 2:1 |     | 4:2 | 1:0 | 3:0 | 0:1 | 1:3 |
| Al-Shahania SC         | 2:3 | 0:0 | 2:1 | 2:4 | 2:1 | 2:1 | 0:5 |     | 2:0 | 0:1 | 1:1 | 3:2 |
| al-Shamal SC           | 2:4 | 5:2 | 2:6 | 1:2 | 2:0 | 3:5 | 2:1 | 3:0 |     | 1:0 | 0:1 | 4:0 |
| al-Wakrah SC           | 2:2 | 4:3 | 0:2 | 1:1 | 3:1 | 0:4 | 0:3 | 0:1 | 0:3 |     | 1:1 | 3:0 |
| Qatar SC               | 0:1 | 0:0 | 1:6 | 1:3 | 0:1 | 1:2 | 1:5 | 1:3 | 2:1 | 2:1 |     | 2:2 |
| Umm-Salal SC           | 0:3 | 2:0 | 1:2 | 0:1 | 0:0 | 2:6 | 0:1 | 4:2 | 3:2 | 0:1 | 2:0 |     |

## Torschützenliste

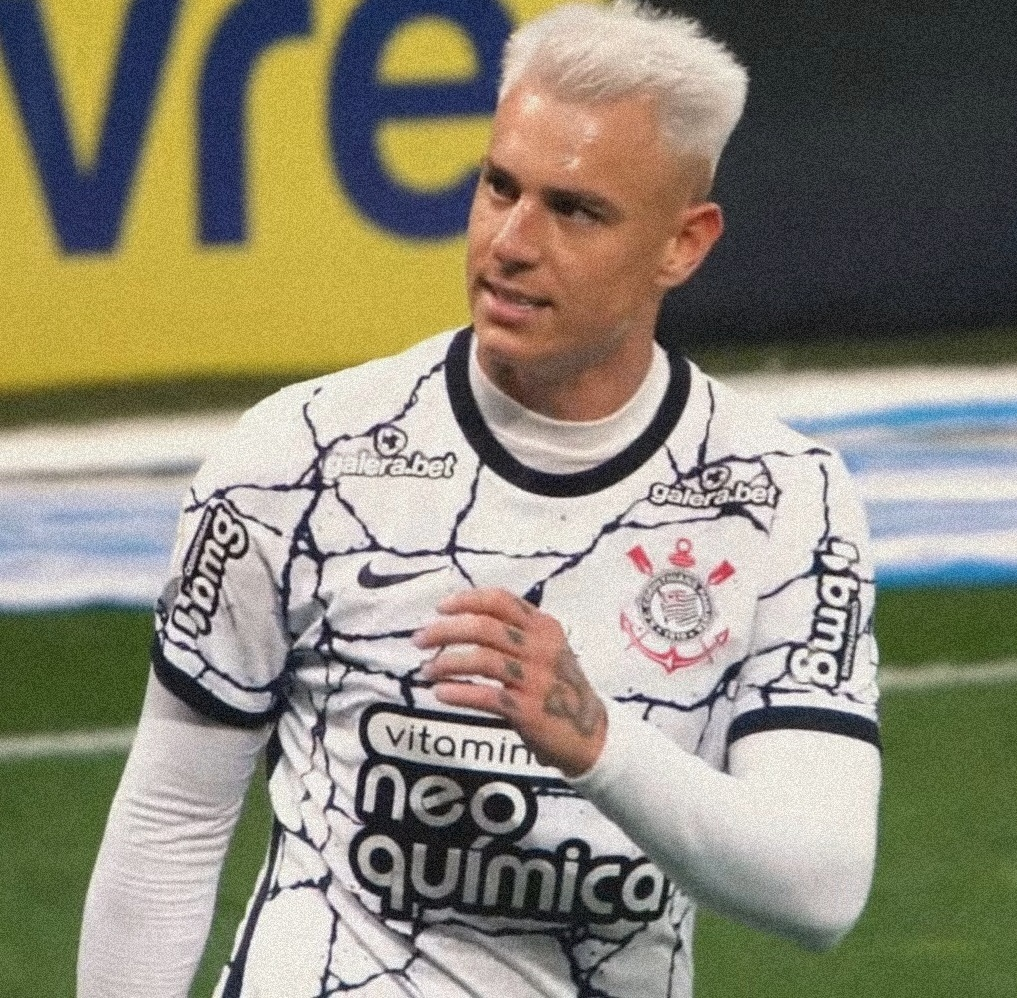
Torschützenkönig 2024/25 Róger Guedes

Stand: Saisonende 2024/25
| Platz | Spieler              | Mannschaft                                | Tore |
| ----- | -------------------- | ----------------------------------------- | ---- |
| 1.    | Roger Krug Guedes    | al-Rayyan SC                              | 21   |
| 2.    | Baghdad Bounedjah    | al-Shamal SC                              | 18   |
| 2.    | Akram Afif           | al-Sadd Sports Club                       | 18   |
| 2.    | Rafa Mújica          | al-Sadd Sports Club                       | 18   |
| 5.    | Pelle van Amersfoort | Al-Shahania SC                            | 15   |
| 6.    | Ricardo Gomes        | al-Wakrah SC (8 Tore) al-Khor SC (5 Tore) | 13   |
| 7.    | Julian Draxler       | al-Ahli SC                                | 12   |
| 7.    | Michael Olunga       | al-Duhail SC                              | 12   |
| 9.    | Antonio Mance        | Umm-Salal SC                              | 10   |
| 9.    | Joselu               | al-Gharafa Sports Club                    | 10   |
| 11.   | Almoez Ali           | al-Duhail SC                              | 8    |
| 11.   | Omar Mohamed         | al-Shamal SC                              | 8    |
| 11.   | Sekou Yansané        | al-Ahli SC                                | 8    |